# Life After People
Life After People (Brasil: O Mundo Sem Ninguém / Portugal: A Vida sem Nós é uma série de documentários exibidos pelo The History Channel.
A série mostra como seria a Terra sem humanos, as nossas maiores construções e a arquitectura, sem o cuidado do homem.
Alguns episódios da série são: Corpos que Ficaram, Condenados e Enterrados, A Queda da Cidade do Pecado.  A partir de 2018 será exibido pelo canal YouTube com o episódio "Wrath of god", em fevereiro novos episódios serão exibidos. em janeiro de 2019, a serie ficou fora do ar, para dar espaço para exibir três episódios semanais em breve no canal.  a serie foi substituído pela serie mexicana de TV Clube do Chaves.

## Sinopse de Episódios
A série mostra diretamente tudo o que aconteceria com o mundo sem humanos para cuidar de prédios, pontes, cidades etc...
Corpos que ficaram: Mostra como ficariam as cidades de Boston e Houston e suas estruturas em um mundo sem humanos. O que aconteceria com os corpos enterrados, mumificados, embalsamados. Além dos corpos e sêmens congelados através de nitrogênio líquido. O chamado Chip da Imortalidade, na Estação Espacial Internacional mostra que é mortal. Esse episódio também examina a Estátua da Liberdade e a Capela Sistina em um mundo sem ninguém.
Epidemia: Em um mundo sem humanos, a força da natureza invade Chicago, Atlanta e Londres, destruindo os seus principais monumentos. O que aconteceria com os vírus mortais, como a raiva, nesse mundo pós-apocalíptico. Antes, os porcos da fazenda e corgis da Rainha Elizabeth II, acabam se tornando selvagens nesse novo mundo.
Ameaça à Capital: Como ficaria a capital dos Estados Unidos, Washington DC e a capital do entretenimento, Los Angeles, em um mundo sem ninguém.
A Queda da Cidade do Medo: Mostra como seria Las Vegas com seus monumentos, Casinos, prédios, Hotéis, Placas e Atlantic City com sua passarela de Tábuas.